# Cacodemonius segmentidentatus
Espèce
Synonymes
- Chelifer segmentidentatus Balzan, 1887

Cacodemonius segmentidentatus est une espèce de pseudoscorpions de la famille des Withiidae.

## Distribution
Cette espèce se rencontre en Argentine, au Paraguay, au Brésil, en Équateur, au Venezuela et en République dominicaine.

## Publication originale
- Balzan, 1887 : Chernetidae nonnullae Sud-Americanae, I. Asuncion.